# Karin Singstad
Karin Singstad, född den 29 december 1958 i Trondheim, Norge, är en norsk handbollsspelare.
Hon tog OS-silver i damernas turnering i samband med de olympiska handbollstävlingarna 1988 i Seoul.